# بهتر است فرار کنیم
بهتر است فرار کنیم یا بهتر است شروع به دویدن کنی (به انگلیسی: Better Start Running) فیلمی محصول سال ۲۰۱۸ و به کارگردانی برت سیمون است. در این فیلم بازیگرانی همچون الکس شارپ، آنالی تیپتن، ادی گاتگی، کاران سونی، ماریا بلو، جرمی آیرونز، چد فائوست و جین سیمور ایفای نقش کرده‌اند.